# Гурдиеле
Гурдиеле (на сръбски: Гурдијеље) е село в Сърбия, разположено в община Тутин, Рашки окръг. Намира се на 968 метра надморска височина. Населението му според преброяването през 2011 г. е 101 души. При преброяването на населението през 2002 г. има 93 жители, от тях 87 (93,54 %) бошняци и 6 (6,45 %) мюсюлмани.

## Население
Численост на населението според преброяванията през годините:
- 1948 – 251 души
- 1953 – 280 души
- 1961 – 298 души
- 1971 – 220 души
- 1981 – 202 души
- 1991 – 170 души
- 2002 – 93 души
- 2011 – 101 души